# هنري آبي
هنري آبي (بالإنجليزية: Henry Abbey)‏ هو شاعر أمريكي، ولد في 11 يوليو 1842، وتوفي في 7 يونيو 1911.